# (38299) 1999 RK88
1999 RK88 (asteroide 38299) é um asteroide da cintura principal. Possui uma excentricidade de 0.03596050 e uma inclinação de 0.87121º.
Este asteroide foi descoberto no dia 7 de setembro de 1999 por LINEAR em Socorro.